# (23490) Monikohl
(23490) Monikohl – planetoida z pasa głównego asteroid okrążająca Słońce w ciągu 4 lat i 4 dni w średniej odległości 2,52 j.a. Została odkryta 12 września 1991 roku w Karl Schwarzschild Observatory w Tautenburgu przez Lutza Schmadela i Freimuta Börngena. Nazwa planetoidy pochodzi od Moniki Kohl (ur. 1944), wieloletniej sekretarz departamentu w Astronomisches Rechen-Institut. Została zaproponowana przez Lutza Schmadela. Przed nadaniem nazwy planetoida nosiła oznaczenie tymczasowe (23490) 1991 RK3.